# 萨于讷
萨于讷（法語：Sahune，法語發音：[sa.yn]）是法国德龙省的一个市镇，属于尼永斯区。

## 地理
萨于讷（44°24'53"N, 5°16'2"E）面积16.55 平方千米，位于法国奥弗涅-罗讷-阿尔卑斯大区德龙省，该省份为法国东南部内陆省份，北起顺时针与伊泽尔省、上阿尔卑斯省、上普罗旺斯阿尔卑斯省、沃克吕兹省和阿尔代什省接壤。
与萨于讷接壤的市镇（或旧市镇、城区）包括：维勒佩尔德里、阿尔帕翁、屈尔尼耶、埃罗勒、蒙雷阿勒莱苏尔斯、圣迈。

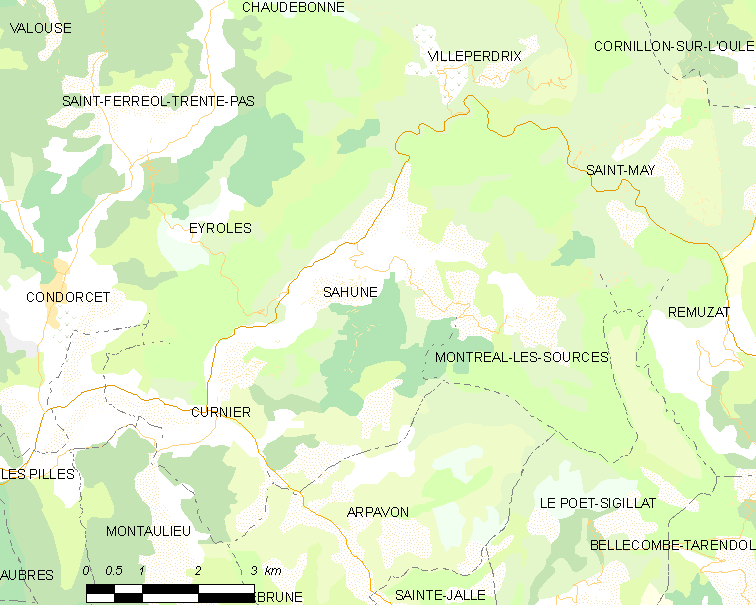
萨于讷的OSM定位图

萨于讷的时区为UTC+01:00、UTC+02:00（夏令时）。

## 行政
萨于讷的邮政编码为26510，INSEE市镇编码为26288。

## 政治
萨于讷所属的省级选区为尼永斯-巴罗尼县。

## 人口

1962-2008年间萨于讷人口变化图示

萨于讷于2022年1月1日时的人口数量为298人。